# وليم دي مورغان
وليم دي مورغان (بالإنجليزية: William De Morgan) (16 نوفمبر 1839، لندن في المملكة المتحدة - 15 يناير 1917، تشيلسي في المملكة المتحدة)؛ روائي بريطاني.

## روابط خارجية
- وليم دي مورغان على موقع الموسوعة البريطانية (الإنجليزية)